# Bruno Pellizzari

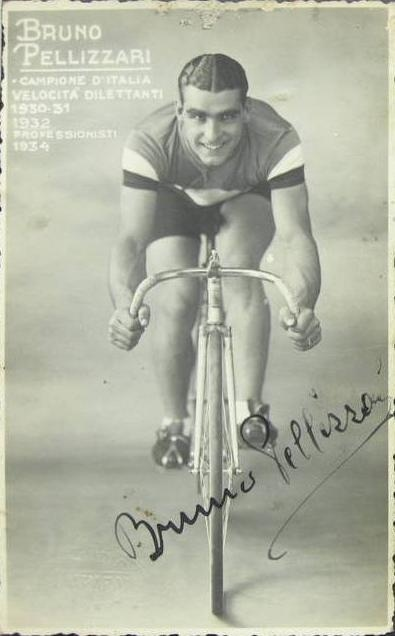
Bruno Pellizzari

Bruno Pellizzari (* 5. November 1907 in Mailand; † 21. Dezember 1991 ebenda) war ein italienischer Bahnradsportler.
Bei den UCI-Bahn-Weltmeisterschaften 1930 in Brüssel wurde Bruno Pellizzari Dritter im Sprint der Amateure. In den beiden folgenden Jahren errang er den nationalen Titel im Sprint der Amateure. Als Amateur siegte er im Grand Prix Kopenhagen 1929. 1932 startete er bei den Olympischen Spielen in Los Angeles und errang Bronze im Sprint, allerdings kampflos, da sein Kontrahent, der Australier Edgar Gray, nicht angetreten war, um sich für das 1000-Meter-Zeitfahren zu schonen.
Anschließend wurde Pellizzari Profi und noch zweimal – 1934 und 1935 – italienischer Sprint-Meister. Nach dem Zweiten Weltkrieg betätigte sich Pellizzari als Trainer für Amateur-Steher.